# Aromaterapie

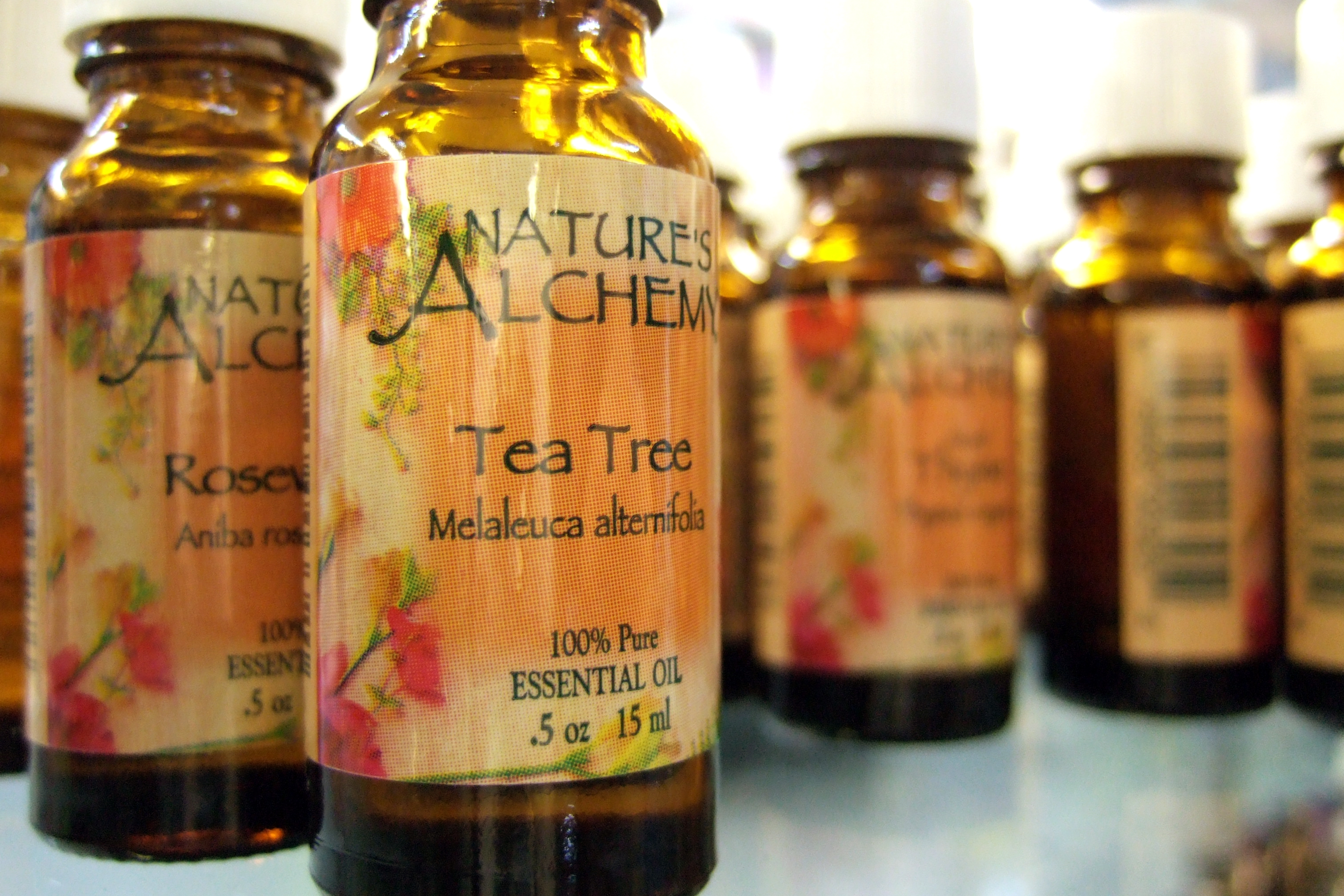
Ilustrační obrázek aromatických olejů.

Aromaterapie je druh alternativní medicíny, který užívá rostlinné těkavé látky známé jako éterické oleje a další vonné složky za účelem změny mysli, nálady, procesu poznávání nebo zdraví.
Aromaterapie doslova znamená „léčbu pomocí vůní“. Je složen ze dvou slov: „aroma“ – vůně a „terapie“ – léčba.
V aromaterapii se používají rostlinné oleje (slunečnicový, olivový, sezamový, mandlový aj.), do kterých se přidávají přírodní éterické oleje. Oleje se míchají těsně před masáží, a to podle potřeby údajného účinku - buď stimulující (jang), nebo uklidňující (jin). Tato forma ošetřování se řadí pod alternativní medicínu. Mezi nejrozšířenější éterické oleje patří: citrusy (citron, pomeranč, mandarinka, bergamot..), jehličnany (borovice, jedle, cypřiš...) citronová tráva, levandule, cedrové dřevo, zázvor apod. Mezi drahé a vzácnější éterické oleje patří např. santalové dřevo, jasmín nebo růže.

## Procedury

### Aromamasáž
Aromamasáž neboli aromaterapeutická masáž zahrnuje ošetření celého těla od vlasové části hlavy až po prsty u nohou vonnými oleji.

### Aromatická inhalace
Inhalace aromatických olejů údajně může zvýšit či snížit krevní tlak, navodit pocit chladu, tepla nebo povzbuzení. Má být využívána při léčbě psychických nebo psychosomatických onemocnění.

### Aromaterapeutická koupel
Aromatická koupel se od klasické léčebné koupele liší přidaným éterickým olejem nebo aroma směsí. Koupel je příjemně relaxační a uklidňující.

## Kritika
Lékařské důkazy o tom, že aromaterapie dokáže vyléčit nebo zabránit byť jediné nemoci, chybí.

V roce 2015 australské ministerstvo zdravotnictví zveřejnilo přehled „alternativních“ terapií, ve kterém se snažilo zjistit, zda jsou vhodné pro úhradu ze zdravotního pojištění. Aromaterapie byla jednou ze sedmnácti hodnocených terapií, u nichž chyběly jasné důkazy o jejich účinnosti. Mnoho dalších přehledů podobně uvádí absenci důkazů pro aromaterapii jako léčbu. Chybí velké, dobře navržené, vhodně randomizované a kontrolované studie. Navíc existují studie, které ukazují, že některé esenciální oleje mohou být pro člověka toxické.

Dle průzkumu, který mezi 101 náhodně vybranými odborníky APA provedl John Nocross, jde o zcela zdiskreditovanou metodu léčby k léčbě duševních poruch a esenciální oleje jsou vysoce koncentrované a při použití v neředěné formě, často označované jako čistá aplikace, mohou dráždit pokožku. Proto se pro lokální aplikaci obvykle ředí s nosným olejem, jako je jojobový, olivový, sladký mandlový nebo kokosový olej. U mnoha olejů z citrusových kůr lisovaných za studena, například citronu nebo limetky, se mohou vyskytnout fototoxické reakce.

Mnoho esenciálních olejů obsahuje chemické složky, které jsou senzibilizující (po několika použitích způsobují reakce na kůži a ještě více ve zbytku těla). Chemické složení éterických olejů může být ovlivněno herbicidy, pokud jsou rostliny oproti původním, divoce rostoucím, pěstované.